# 게자네 아베레
게자네 아베레(암하라어: ገዛኸኝ ኣበራ, 1978년 4월 23일 ~ )는 에티오피아의 육상 선수로 2000년 시드니 올림픽 마라톤에서 우승했다.
아르시 주 에티야에서 태어난 게자네의 첫 국제적 경연은 자신이 3명의 케냐 선수들에 밀려 4위로 온 1999년 로스앤젤레스 마라톤이었다. 그해 세계 육상 선수권 대회에 나가 11위를 하였다.
그해 시즌 후반에 후쿠오카 마라톤에 나가 1위를 하면서 자신의 첫 국제적 마라톤을 우승하였다. 그는 2001년과 2002년에 이 마라톤을 다시 우승하였다. 2000년 게자네는 보스턴 마라톤에서 2위를 하였다.
시드니 올림픽에서 마라톤이 그와 동료 선수 테스파예 톨라, 그리고 케냐의 에릭 와이나이나에 귀착되었다. 37 킬로미터 종점에서 와이나아나가 휴식을 취하려 했으나 2 킬로미터 후에 게자네가 선두로 파도처럼 밀려와 완료선으로 자세를 보유하였다. 22세의 나이로 게자네는 1932년 로스앤젤레스 올림픽에서 후안 사발라 이래 최연소 마라톤 챔피언이었다.
2001년 게자네는 에드먼턴에서 열린 세계 육상 선수권 대회에서 케냐의 사이먼 비워트에 단지 1초에 앞서 우승하여 올림픽-세계 선수권 마라톤 2배의 우승을 이룬 첫 선수가 되었다.
2003년 그는 런던 마라톤을 2시간 7분 56초로 우승하였다. 그해 세계 선수권에서 게자네는 부상으로 인하여 경주를 그만 두어야 했으나 아테네 올림픽 팀에 선택되었다. 또 다시 생긴 부상 때문에 그는 경주에서 물러나게 되었다. 그의 부인 엘페네시 알레무는 아테네 올림픽 마라톤에서 4위를 하였다.
게자네의 부상은 되풀이되었고 결국 젊은 나이에 그의 육상 경력을 끝냈다.